# 海倫娜鎮區 (北達科他州格里格斯縣)
海倫娜鎮區（英語：Helena Township）是位於美國北達科他州格里格斯縣的一個鎮區。

## 地方資料
海倫娜鎮區的面積為93.44平方千米，當中陸地面積為93.19平方千米，而水域面積為0.25平方千米。根據2020年美國人口普查的數據，當地共有人口29人，而人口密度為每平方千米0.31人。